# Östersjön (Hällefors socken, Västmanland)
Östersjön är en sjö i Hällefors kommun i Västmanland och ingår i Göta älvs huvudavrinningsområde. Sjön är 17,5 meter djup, har en yta på 0,26 kvadratkilometer och befinner sig 211,1 meter över havet. Vid provfiske har abborre, gädda och mört fångats i sjön.

## Delavrinningsområde
Östersjön ingår i det delavrinningsområde (664572-142241) som SMHI kallar för Rinner till Utloppet av Flaxen. Medelhöjden är 223 meter över havet och ytan är 5,01 kvadratkilometer. Det finns inga avrinningsområden uppströms utan avrinningsområdet är högsta punkten. Gullspångsälven (Liälven) som avvattnar avrinningsområdet har biflödesordning 2, vilket innebär att vattnet flödar genom totalt 2 vattendrag innan det når havet efter 370 kilometer. Avrinningsområdet består mestadels av skog (59 procent). Avrinningsområdet har 3,83 kvadratkilometer vattenytor vilket ger det en sjöprocent på 24,3 procent.